# دستنا (شهرکرد)
دستنا شهری از توابع شهرستان کیار در استان چهارمحال و بختیاری است.

## جمعیت
جمعیت این شهر براساس سرشماری مرکز آمار ایران در سال ۱۳۸۵، ۲٬۱۱۱ نفر (٬۵۴۱خانوار) بوده‌است.